# Prokopjewsk
Prokopjewsk (russisch Проко́пьевск) ist eine russische Industriestadt im Süden des Kusnezker Kohlenbeckens in der Oblast Kemerowo, Westsibirien, mit 210.130 Einwohnern (Stand 14. Oktober 2010). Sie ist nach dem besonders in der griechisch- und der russisch-orthodoxen Kirche verehrten Märtyrer Prokopios von Caesarea († 303) benannt. Prokopjewsk befindet sich ca. 350 km südöstlich von Nowosibirsk und ca. 400 km südlich von Tomsk.

## Geschichte
1918 wurden die beiden Dörfer Prokopjewskoje und Monastyrskoje (gegründet 1731) zur neuen Gemeinde Prokopjewski zusammengelegt. Mit der Erlangung der Stadtrechte 1931 erfolgte die Umbenennung in Prokopjewsk.
Die wichtigsten Industriezweige sind Steinkohlenbergbau, Maschinen-, Nahrungsmittel- und chemische Industrie. Die Stadt liegt an einer Zweigstrecke der Transsibirischen Eisenbahn.
In Prokopjewsk hat die Fakultät der Sibirischen Staatlichen Metallurgischen Bergbauakademie (früher: Fakultät des Sibirischen Metallurgischen Sergo-Ordshonikidse-Instituts) ihren Sitz.

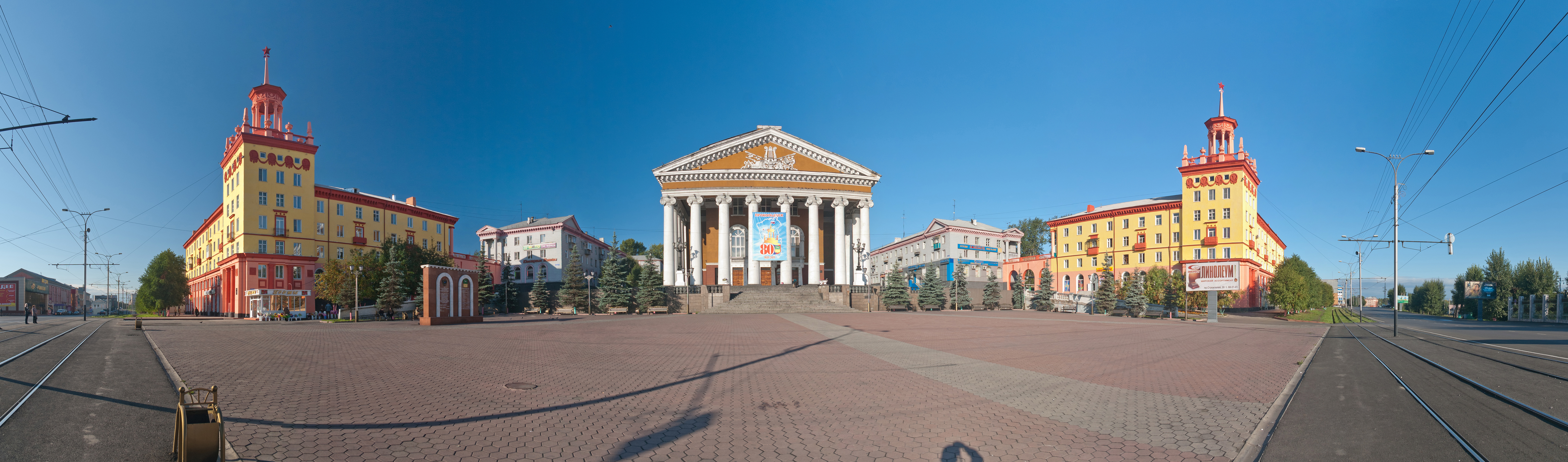
Platz am Schauspielhaus Prokopjewsk

Besonders während des 2. Fünfjahrplans (1928–1932) wurde der Kohlebergbau in Prokopjewsk forciert ausgebaut. Deutsche Bergbauspezialisten und viele ausländische Bergleute, vor allem aus dem Ruhrgebiet und der Tschechoslowakei, wurden dafür angeworben. Auch Deutsche, die Opfer der ersten Massendeportation 1930 waren, arbeiteten dort. So gab es in Prokopjewsk auch eine deutsche Schule, an der auch deutsche Emigranten unterrichteten (so die aus Essen stammende Betty Schmittka und die in Köln aufgewachsene Schriftstellerin und Prokopjewsker Lebensgefährtin von Willy Harzheim, Emma Tromm). Von den Emigranten überstand fast niemand die Stalinschen Säuberungen. Vielen von ihnen wurden die gravierenden Mängel in den unzulänglich ausgebauten und ausgerüsteten Bergwerken als Sabotage zur Last gelegt. Im Schauprozess der „Strafsache des sowjetfeindlichen trotzkistischen Zentrums“ wurde im Januar 1937 u. a. der Vorwurf verhandelt, in Prokopjewsk sei 1934 ein terroristischer Anschlag gegen Molotow versucht worden. Eines der deutschen Säuberungsopfer war der im Dezember 1937 erschossene Arbeiterschriftsteller und „Kulturarbeiter“ Willy Harzheim.
Mit der Deportation der Wolgadeutschen 1941 wurde „Nachschub“ nach Prokopjewsk gebracht. Weil die Infrastruktur der Stadt auf diesen Zustrom nicht eingerichtet war, lebten diese Zwangsangesiedelten und Zwangsarbeiter der Trudowaja Armija (kurz Trudarmija, Arbeitsarmee) dort unter katastrophalen Bedingungen. Aus ihren Familien sind in den 1970er- und 1980er-Jahren und bis in die jüngste Zeit viele als Spätaussiedler nach Deutschland gekommen. Nach 1945 arbeiteten auch deutsche Kriegsgefangene und Zivilinternierte im Bergbau und auf Baustellen von Prokopjewsk. Sie waren im Lager 7525/7 Prokopjewsk und Lager 7525/10 Prokopjewsk untergebracht.
Das während der Stalin-Zeit völlig erstickte kirchliche Gemeindeleben unter den Wolgadeutschen begann Ende der 1950er-Jahre wieder aufzuleben. Prokopjewsk war die einzige Gemeinde des lateinischen Ritus, die bereits wieder ab 1959 einen eigenen Priester hatte, einen Redemptoristen aus der Ukraine. Auch eine griechisch-katholische Gemeinde gibt es seit etwa dieser Zeit wieder in Prokopjewsk.
Seit der Auflösung der Sowjetunion in frühen 1990er-Jahren ist auch in Prokopjewsk die Industrie notleidend geworden; so gab es im Juni 2003 ein Bergwerksunglück in Prokopjewsk, das auf unzulängliche Sicherheitsvorkehrungen hindeutete. Der Stadtverwaltung fehlen die Mittel, um die kommunale Infrastruktur instand zu halten. Die Wohnungssituation ist überaus beengt.

### Bevölkerungsentwicklung
| Jahr | Einwohner |
| ---- | --------- |
| 1939 | 107.287   |
| 1959 | 281.958   |
| 1970 | 274.485   |
| 1979 | 266.167   |
| 1989 | 273.838   |
| 2002 | 224.597   |
| 2010 | 210.130   |
| 2020 | 190.334   |

Anmerkung: Volkszählungsdaten

## Sport
Im Eishockey ist die Stadt durch den Verein HK Schachtjor Prokopjewsk vertreten.

## Söhne und Töchter der Stadt
- Boris Sidorow (1937–2008), Schachkomponist
- Nikolai Nogowizyn (* 1948), Nordischer Kombinierer
- Igor Plewe (* 1958), Historiker
- Jakow Tolstikow (* 1959), Marathonläufer
- Andrei Charlow (1968–2014), Schachspieler
- Michail Tschernow (* 1978), Eishockeyspieler
- Grigori Drosd (* 1979), Profiboxer und Weltmeister der WBC im Cruisergewicht
- Andrei Atutschin (* 1980), Biologe, Illustrator und Paläokünstler
- Sergei Sinowjew (* 1980), Eishockeyspieler
- Pawel Andrejew (* 1983), Triathlet
- Sergei Korostin (* 1989), Eishockeyspieler
- Lilija Ajetbajewa (* 1993), Boxerin[2][3]
- Andrei Tschibissow (* 1993), Eishockeyspieler[4]
- Nikita Kleschtschenko (* 1996), russisch-kasachischer Eishockeyspieler